# Adam Ant
Adam Ant, vlastním jménem Stuart Leslie Goddard (* 3. listopadu 1954 Marylebone, Londýn) je britský zpěvák a kytarista.
Přestože studoval grafické umění na Hornsey School of Art, začal se věnovat hudbě, nejdříve punkové, později stylu new wave a new romantic.
Postupně účinkoval ve skupinách Bazzoka Joe jako baskytarista s přezdívkou „Eddie Riff“ a jako frontman nikdy nevystoupivší vlastní kapely The B-sides.
A konečně to byla kapela Adam & The Ants (1977), kterou mu rozvrátil Malcolm McLaren s tím, že je Adam pro ně moc starý, takže kapela dále vystupovala bez něho pod jménem „Bow Wow Wow“.
Novou kapelu The Ants založil spolu s Markem Pirronim. Z té doby pochází nejznámější album Kings of the Wild Frontier (1980) a antmanie ve Velké Británii 80. let. Po další desce Prince Charming (1981) se skupina rozpadla, protože se Ant vydal na sólovou dráhu.
Přestěhoval se do Los Angeles a dále hudebně spolupracoval jen s Markem Pirronim. Studoval herectví a vystupoval ve filmech.
K původnímu filmu Jubilee z roku 1977 si postupně přidal účinkování v dalších, jako například: World Gone Wild, Drop Dead Rock (1996), La Femme Nikita (1997) a Sweetwater (1999).
Postupně vydal sólově tato alba: Friend Or Foe (1982), Strip (1983), Vive Le Rock (1985), Manners & Physique (1989), Wonderful (1995) a Adam Ant Is The Blueblack Hussar In Marrying The Gunner’s Daughter (2013).